# Маргарета фон Вид
Маргарета фон Вид (на немски: Margarethe von Wied; * ок. 1505; † 5 август 1571 в Саверне/Цаберн) е графиня на Вид и чрез женитби графиня на Бентхайм и на Мандершайд-Бланкенхайм.
Тя е втората дъщеря, петото дете на граф Йохан III фон Вид (ок. 1485 – 1533) и съпругата му графиня Елизабет фон Насау-Диленбург (1488 – 1559), дъщеря на граф Йохан V фон Насау-Диленбург († 1516) и Елизабет фон Хесен-Марбург († 1523). Сестра е на Фридрих IV фон Вид, архиепископ и курфюрст на Кьолн (1562 – 1567).

## Фамилия
Маргарета се омъжва на 29 септември 1523 г. за граф Бернхард фон Бентхайм (* 1490; † 4 май 1528), син на граф Евервин II фон Бентхайм (1461 – 1530) и първата му съпруга принцеса Ингебург фон Мекленбург-Щаргард (ок. 1450 – 1509), дъщеря на херцог Улрих II фон Мекленбург-Щаргард (1428 – 1471). Те нямат деца.
Маргарета се омъжва втори път на 19 февруари 1534 г. за граф Арнолд I фон Мандершайд-Бланкенхайм (* 14 ноември 1500; † 6 май 1548), по-малък син на граф Йохан I фон Мандершайд-Бланкенхайм-Геролщайн (1446 – 1524) и съпругата му Маргерита фон Марк д' Аренберг († 1542). Те имат децата:
- Херман (1535 – 1604), граф на Мандершайд-Бланкенхайм, императорски съветник, женен

∞ на 18 януари 1567 г. за графиня Юлиана фон Ханау-Мюнценберг (1529 – 1595), вдовица на Томас, вилд-и райнграф фон Салм-Кирбург-Пютлинген (1529 – 1553), дъщеря на граф Филип II фон Ханау-Мюнценберг (1501 – 1529)
- Отилия (1536 – 1597)

∞ на 14 юли 1561 г. за граф Райнхард II фон Лайнинген-Вестербург (1530 – 1584), син на граф Куно II фон Лайнинген-Вестербург (1487 – 1547)
- Йохан (1538 – 1592), епископ на Страсбург (1569 – 1592)
- Маргарета (1539)
- Елизабет (1540 – 1598)
- Еберхард (1542 – 1607)
- Елизабет (1544 – 1588), княжеска абатеса в Есен (1575 – 1578), омъжена

∞ на 18 декември 1578 г. за граф Вирих VI фон Даун-Фалкенщайн (1540 – 1598)
- Урсула (1545)
- Арнолд II (1546 – 1614), граф на Мандершайд-Бланкенхайм, женен за

∞ I. графиня Мария Урсула фон Лайнинген-Дагсбург-Фалкенбург (1584 – 1649), дъщеря на граф Емих XI фон Лайнинген-Дагсбург-Фалкенбург (1540 – 1593), внучка на граф Емих X фон Лайнинген-Хартенбург
∞ II. N